# Armen Tachtadżian
Armen Lewonowicz Tachtadżian (ros. Армен Левонович Тахтаджян, ur. 10 czerwca 1910 w Şuşy, zm. 13 listopada 2009 w Sankt Petersburgu) – botanik rosyjsko-ormiański. Główne działy jego działań naukowych to ewolucja roślin, systematyka i biogeografia. Do innych jego zainteresowań i specjalności naukowych należała morfologia roślin kwiatowych, paleobotanika i flora Kaukazu.
Jego nazwisko w języku polskim zapisywano najczęściej w formie Tachtadżjan, natomiast w literaturze angielskojęzycznej spotyka się przede wszystkim transkrypcję Takhtajan, od której też pochodzi oficjalny skrót botaniczny Takht.

## Życiorys
Ukończył w 1932 Wszechzwiązkowy Instytut Kultur Subtropikalnych w Tbilisi, pracował w oddziale Wszechzwiązkowego Instytutu Hodowli Roślin w Suchumi, 1938-1948 kierował katedrą Uniwersytetu Erywańskiego i jednocześnie pracował w Instytucie Botanicznym im. Komarowa w St. Petersburgu (dawniej Leningradzie), gdzie w 1940 rozwinął własną klasyfikację roślin kwiatowych, kładącą nacisk na relacje filogenetyczne. W 1944 został doktorem nauk biologicznych i profesorem, w latach 1944–1948 był dyrektorem Instytutu Botanicznego Akademii Nauk Armeńskiej SRR, 1949–1961 profesorem Uniwersytetu Leningradzkiego, a od 1954 kierownikiem Wydziału Botanicznego Akademii Nauk ZSRR. 1 lipca 1966 został członkiem korespondentem, a 28 listopada 1972 akademikiem Akademii Nauk ZSRR. W 1977 r. został członkiem zagranicznym PAN. W latach 1976–1987 był dyrektorem Instytutu Botanicznego im. Komarowa w Leningradzie Jego system klasyfikacji nie był znany w krajach zachodnich do lat 50. Pod koniec lat 50. nawiązał kontakt i współpracę ze znanym botanikiem amerykańskim Arthurem Cronquistem. Zaproponowana przez Cronquista klasyfikacja roślin nosi wyraźne wpływy współpracy z Tachtadżianem oraz innymi botanikami z Instytutu Komarowa.
System klasyfikacji roślin okrytonasiennych Tachtadżiana (system Tachtadżiana) ujmuje je jako gromadę Magnoliophyta, z dwoma klasami: Magnoliopsida (dwuliścienne) i Liliopsida (jednoliścienne). Te dwie klasy są podzielone na podklasy, nadrzędy, rzędy i rodziny.
Klasyfikacja Tachtadżiana przypomina system Cronquista, jest jednak nieco bardziej skomplikowana na wyższych poziomach taksonomicznych. Dzięki węższemu ujęciu rzędów i rodzin powiązania ewolucyjne są łatwiejsze do dostrzeżenia. Klasyfikacja Tachtadżiana, której ostatnia wersja została opublikowana w 2009, pozostaje w użyciu, np. w ogrodzie botanicznym w Montrealu (Montréal Botanical Garden).
Tachtadżian rozwinął także system regionów botanicznych (ang. floristic regions).

## Ważniejsze prace
- Morfologičeskaja evoljucija pokrytosemennyh, 1948
- Voprosy evoljucionnoj morfologii rastenij, 1954
- A. Takhtajan, Th. J. Crovello & A. Cronquist. 1986. Floristic Regions of the World.
- A. Takhtajan. 1991. Evolutionary Trends in Flowering Plants.
- A. Takhtajan. 1997. Diversity and Classification of Flowering Plants. Columbia University Press. ISBN 0-231-10098-1.
- A. Takhtajan. 2009. Flowering Plants. Springer Verlag.

## Nagrody i odznaczenia
- Medal Sierp i Młot Bohatera Pracy Socjalistycznej (16 października 1990)
- Order Lenina (16 października 1990)
- Order Czerwonego Sztandaru Pracy (dwukrotnie – 26 czerwca 1970 i 17 września 1975)
- Order Przyjaźni Narodów (16 czerwca 1980)
- Nagroda Państwowa ZSRR (1981)
- Nagroda im. Komarowa Akademii Nauk ZSRR (1969)

## Eponimia
Na jego cześć nazwano rodzaje Takhatjania M.A.Baranova & J.-F.Leroy z rodziny winterowatych (endemiczny dla Madagaskaru) oraz Takhtajaniantha Nazarova z rodziny złożonych.